# Мельничний Потік
Мельничний Потік (пол. Mielniczny Potok, Mielniczne) — гірський потік в Україні, у Самбірському районі Львівської області у Галичині. Лівий доплив Стрию, (басейн Дністра).

## Опис
Довжина потоку приблизно 6,64 км, найкоротша відстань між витоком і гирлом — 6,00 км, коефіцієнт звивистості потоку — 1,11. Формується багатьма безіменними гірськими струмками. Потік тече у межах Стрийсько-Сянської Верховини (частина Українських Карпат).

## Розташування
Бере початок на північно-західних схилах гори Вільховати Боринські (799 м). Тече переважно на північний схід через село Мельничне і у селі Завадівка впадає у річку Стрий, праву притоку Дністра.

## Цікавий факт
- Потік протікає між горами Зв'янків (812 м) та Шимонка (814 м)[2][1].